# Giovanni Parisi
Giovanni Parisi (ur. 2 grudnia 1967 w Vibo Valentia, zm. 25 marca 2009 w Vogherze) – włoski bokser kategorii piórkowej, lekkopółśredniej, złoty medalista letnich igrzysk olimpijskich w Seulu.

## Kariera zawodowa
W 1989 roku został bokserem zawodowym w kategorii lekkopółśredniej. Pierwszej porażki doznał w trzynastym występie przeciwko Antonio Riverze (KO 3), ale dwa lata później Włoch zdobył wakujący pas WBO w wadze lekkiej po znokautowaniu Javiera Altamirano. 25 września 1992 roku zdobył wakujący tytuł mistrza świata organizacji WBO pokonując na punkty Javiera Altamirano. Tytuł ten stracił w 1994 roku na rzecz Oscara De La Hoyi. 9 marca 1996 roku zdobył tytuł mistrza świata w kategorii lekkopółśredniej pokonując przez nokaut techniczny Sammy'ego Fuentesa. Tytuł stracił 29 maja 1998 po porażce przez nokaut z Carlosem Gonzalezem. W 2003 roku powrócił na ring wygrywając 3 kolejne pojedynki. 8 października 2006 roku stoczył ostatni pojedynek w karierze o tytuł mistrza Europy. Zginął w wypadku samochodowym.